# آرام بارلزیزیان
آرام بارلزیزیان (ارمنی: Արամ Կարապետի Բարլեզիզյան؛ زادهٔ ۱ اکتبر ۱۹۳۶) زبان‌شناس اهل ارمنستان است.

## زندگی‌نامه
وی در ۱ اکتبر ۱۹۳۶/۱۹۳۷ در قاهره به دنیا آمد و از دانشگاه دولتی ایروان فارغ‌التحصیل گشت. وی برنده جوایزی همچون مدال موسس خورناتسی (۲۰۰۵) مدال دراستامات کانایان (۲۰۱۴) است.